# 恵子ロゼーテ
恵子 ロゼーテ（けいこ ロゼーテ）は、日本のチェンバロ奏者。
大阪府生まれ。立命館大学文学部卒業。
中学校の授業で歌ったバッハ (オラトリオ)に感銘を受け、15歳よりチェンバロを井岡みほに師事。
幼少よりスピリチュアルに惹かれていたため、大学では哲学・宗教学を学ぶ。
2000年、バロックアンサンブル「アンナ・マクダレーナ会」を結成。
2002年、臍帯血バンク支援チャリティコンサート『華麗なる宮廷舞踏の世界』をプロデュースし、淡路島に初めてルネサンス・バロックダンスを紹介する。その経緯はエッセイ「愛の共鳴」に。'ロゼーテ'という名は、チェンバロの響板にある金属装飾の'ロゼット'(ローズともいう)を、もじったもの。
近年は、祭祀舞・神楽舞も各地で奉納、公演。2016年より、女子神職。

## 主な著書
- 「愛の共鳴　あるチェンバロ奏者の魂の遍歴」（2002年、文芸社）

## 主な受賞歴
- 第1回のこすことば文学賞 入選（2003年、TBSブリタニカ）
- 第3回市川手児奈文学賞 入選（2003年、弘文社）
- イオン夢のある未来提案賞（2003年）